# T. Asztalos Ildikó
T. Asztalos Ildikó (Miskolc, 1950. augusztus 20. –) a TIGÁZ miskolci szervezetének egykori igazgatója, politikus. 1993. október 21-étől egy éven át Miskolc polgármestere.

## Élete

### Kezdetek
Középiskolai tanulmányait a Zrínyi Ilona Gimnáziumban végezte el. Ezután tanulmányait a miskolci Nehézipari Műszaki Egyetemen folytatta, a Bányamérnöki Kar gázipari tagozatán.
Egyetemének elvégzése után rövid ideig a zalaegerszegi Olajipari Múzeumban volt állásban, majd 1982-től – két gyermeke megszületése után – a TIGÁZ Borsod-Abaúj-Zemplén megyei szervezeténél dolgozott kezdetben műszaki ellenőrként, majd műszaki csoportvezetőként. Három évvel később, 1990-ben vezérigazgatói műszaki tanácsosnak választották meg.

### Politikai tevékenysége
1990-ben belépett az SZDSZ-be, és az 1990-es magyarországi önkormányzati választáson önkormányzati képviselői mandátumot szerzett egyéniben.

#### Miskolci polgármesteri választások
1993-ban elhunyt Miskolc Fideszes polgármestere, Csoba Tamás. A város képviselő-testülete október 21-én T. Asztalos Ildikót, az SZDSZ jelöltjét választotta polgármesterré. A választás során az 53 leadott érvényes szavazatból 32 támogatta a képviselőnő megválasztását (60%).
1994-ben a 3. helyezést érte el 27,38%-kal, de előtte koalíciót kötött az Agrárszövetséggel.
1998-ban körülbelül 10%-ot ért el, de már akkor fontolgatták a Káli Sándorral való együttműködést.

#### Országgyűlési választások
2002-ben az országgyűlési választáson indult egyéniben, Borsod-Abaúj-Zemplén megye 2. számú választókerületében (Szentpéteri kapu és környéke), amikor a szavazatok 6%-át, majd 2006-ban 5,2%-át érte el.